# Suzan Anbeh
Suzan Anbeh (auch Susan Anbeh; * 18. März 1970 in Oberhausen) ist eine deutsche Schauspielerin.

## Leben
Suzan Anbeh wurde 1970 als Kind einer deutschen Mutter und eines iranischen Vaters, der in Deutschland als Arzt tätig war, in Oberhausen geboren. Sie verließ mit 18 Jahren die Schule und ging anschließend nach Paris, wo sie zunächst einige Jahre lang als Model arbeitete und später ans Theater ging. Ihre schauspielerische Karriere begann im Jahr 1993 mit dem französischen Fernsehfilm L’homme de la maison und bekam mit der Juliette in French Kiss in einem Hollywood-Film ihre erste größere Rolle. In den letzten Jahren spielte sie vorwiegend in deutschen Fernsehproduktionen mit. Anbeh wirkte als Schauspielerin vor der Kamera in bisher über 80 Film-und-Fernsehproduktionen mit.
Im Jahr 2008 trennte sie sich nach achtjähriger Beziehung von ihrem Lebensgefährten, dem Schauspieler Bernhard Schir. Sie lebt seit 2000 mit dem gemeinsamen Sohn in Berlin. Neben ihrer Muttersprache Deutsch spricht Anbeh auch fließend Französisch und Englisch.

## Filmografie (Auswahl)

### Kino
- 1995: French Kiss (Regie: Lawrence Kasdan)
- 1995: Va mourire (Regie: Nicolas Boukhrief)
- 1996: Tage wie dieser … (One Fine Day) (Regie: Michael Hoffman)
- 2000: Aquarios (Kurzfilm) (Regie: Alexander Hofmann)
- 2000: L’alexandrophagie (Regie: Sylvain Gillet)
- 2001: Prince charmant (Regie: Linus Ewers)
- 2002: Charlotte (Regie: Marie H. Mille)
- 2004: Agnes und seine Brüder (Regie: Oskar Roehler)
- 2005: Elementarteilchen (Regie: Oskar Roehler)
- 2005: Comme tout le monde (Regie: Pierre Paul Renders)
- 2006: Fay Grim (Regie: Hal Hartley)
- 2009: Die Tür (Regie: Anno Saul)
- 2012: Mann tut was Mann kann (Regie: Marc Rothemund)
- 2014: Au souvenir d’une lune (Kurzfilm, Regie: Guillaume Caramelle)
- 2018: Ronny & Klaid (Regie: Erkan Acar)
- 2018: Maya (Regie: Mia Hansen-Løve)
- 2019: Effigie – Das Gift und die Stadt (Regie: Udo Flohr)

### Fernsehen
- 1992: Sauvés par le gong
- 1994: L’enfant gâté
- 1998: Blague à part
- 1999: Der Fahnder – Bis in den Tod
- 2000: Denninger – Der Tod des Paparazzo
- 2001: Der Kranichmann
- 2001: Haus der Schwestern
- 2002: Largo Winch – USA/F
- 2002: SOKO Leipzig – Verhängnisvolle Heimkehr
- 2003: Verliebte Diebe
- 2004: Ums Paradies betrogen
- 2004: Himmlischer Verführer
- 2005: Heiraten macht mich nervös
- 2005: Ein Geschenk des Himmels
- 2005: Fünf Sterne – Irrungen und Wirrungen
- 2005: Helen, Fred und Ted
- 2005: Mätressen – Die geheime Macht der Frauen – Die Geliebte des Königs
- 2006–2018: Der Kriminalist (Fernsehserie)
- 2006: Abenteuer Ferienhaus
- 2006: Lilly Schönauer: Liebe hat Flügel
- 2006: Heute heiratet mein Ex
- 2006: Irrwege zum Glück
- 2007: Die Zürcher Verlobung – Drehbuch zur Liebe
- 2007: Freie Fahrt ins Glück
- 2008: Alarm für Cobra 11 – Die Autobahnpolizei: Unter Feinden
- 2008: Ein Ferienhaus auf Ibiza
- 2008: Ich liebe den Mann meiner besten Freundin
- 2008: Inga Lindström: Hannas Fest
- 2008: Leo und Marie – Eine Weihnachtsliebe
- 2008: SOKO Wismar: Am helllichten Tag
- 2009: Sehnsucht nach Neuseeland
- 2009: Auf der Suche nach dem G.
- 2010: Wer zu lieben wagt
- 2010: Im Schatten des Pferdemondes
- 2010: Håkan Nessers Inspektor Barbarotti: Mensch ohne Hund
- 2011: Håkan Nessers Inspektor Barbarotti: Verachtung
- 2011: Inga Lindström: Das dunkle Haus
- 2011: Rosamunde Pilcher: Vier Frauen
- 2011: Der Mann auf dem Baum
- 2011: Allein gegen die Zeit
- 2012: Der letzte Bulle (Fernsehserie, 1 Folge)
- 2012: Die Rosenheim-Cops: Frostiger Tod
- 2012: Die Rosenheim-Cops: Ein Fall für Schretzmayer
- 2013: Die Chefin: Familienbande
- 2013: Der Weihnachtskrieg
- 2013: Akte Ex: Waschen – Schleudern – Morden
- 2014: Morden im Norden: Süße Rache
- 2014: Tatort: Wahre Liebe
- 2014: Die Rosenheim-Cops: Rosenheimer Geheimnisse
- 2014: Die Rosenheim-Cops: Traumhochzeit mit Todesfall
- 2014: SOKO Wismar: Den Tod vor Augen
- 2015: Inga Lindström: In deinem Leben
- 2015: Kommissarin Lucas – Der Wald (Kriminalreihe)
- 2015: Männer! Alles auf Anfang (Dramedy-Serie)
- 2015: Utta Danella – Lisa schwimmt sich frei
- 2015: Josephine Klick – Allein unter Cops
- 2015: In aller Freundschaft – Die jungen Ärzte
- 2016: Rosamunde Pilcher: Schutzengel
- 2016: Nur nicht aufregen!
- 2017: Einstein – Meganewton
- 2017: Ein starkes Team: Tod und Liebe
- 2018: Die Rosenheim-Cops: Ausgeritten
- 2019: Dr. Klein: Aller Anfang ist schwer
- 2019: Beck is back!: Das gekaufte Kind
- 2019: Wilsberg: Ins Gesicht geschrieben
- 2021: SOKO Potsdam: Smoke on the water
- 2022: WaPo Bodensee: Im Dunkeln
- 2024: In aller Freundschaft: Besuche aus der Vergangenheit